# Готье, Дени (композитор)
Дени́ Готье́, также Дениз Готье (фр. Denis Gauthier, Gaultier, Gaulthier; Gautier,  около 1603[…] или около 1597, Париж — 1672[…], Париж) — французский лютнист и композитор эпохи барокко.

## Биография
В то время существовало несколько композиторов с фамилией Готье, что приводило к путанице. У Дени был старший двоюродный брат Эннемунд, их творчество тесно переплеталось, они подписывались одной только фамилией, их произведения появлялись в одних и тех же сборниках. Эннемунд Готье также известен как Готье старший или Готье Лионский, Дени Готье — как Готье младший или Готье Парижский.
Точное время рождения Дени Готье неизвестно. Родился он, по одним данным в Париже, по другим — в Марселе. Был учеником Шарля Раке. Видимо, Готье зарабатывал на жизнь не придворной службой, а в качестве свободного композитора и педагога.
Первый сборник Готье «Риторика богов» (фр. La rhétorique des dieux) пользуется наибольшей известностью. Он был составлен между 1648 и 1652 годами и содержал 56 произведений. Его иллюстрировали Абрахам Босс и другие художники. Сборник разбит на 12 частей, названных 12 античными ладами, однако сама музыка этим ладам не следует. «Риторика богов» является одной из наиболее ранних попыток систематически упорядочить структуру лютневых сюит, хотя этот порядок нельзя назвать жёстким и в более поздних сборниках меняется. Какую роль играл Готье в создании «Риторики богов» неизвестно. Второй и третий сборники Готье содержат инструкции игры на лютне, представляя интерес относительно техники игры на этом инструменте в тот период. Последний, третий, сборник был закончен его учеником по фамилии Монтарсис (Montarcis).
Творчество Дени Готье состоит в основном из танцевальных сюит для лютни. Готье был прекрасным мелодистом, с лёгкостью сочинявшим изящные мелодические линии с чёткими структурными фразами. Братья Готье были одними из первых лютнистов, сочинявших томбо (музыкальные эпитафии). Среди учеников Готье — Шарль Мутон, Жак Галло и другие. Утончённые мелодические украшения, приёмы сочинения и исполнительства Готье оказали влияние на французскую (Ж.-А. д’Англебер, Ж. Шамбоньер) и немецкую (И. Я. Фробергер) клавирную музыку. Свои прелюдии Готье-младший, подобно своему современнику Ж. Пинелю, создавал порой в виде ритмически свободных фантазий, без обозначения тактового размера (см. Неритмизованная прелюдия). Эта манера была воссоздана в некоторых прелюдиях Ж. Ф. Рамо, и неожиданно проявилась в фортепианных пьесах Эрика Сати и у Оливье Мессиана. При этом стоит учитывать, что аттрибуция произведений или их отдельных особенностей, а поэтому и влияния, именно Дени Готье, а не других Готье, его учеников или иных авторов, не бесспорна.

## Сборники
- 1652 «Риторика богов» (La rhétorique des dieux)
- 1669 «Пьесы для лютни» (Pieces de luth)
- 1672 «Книга табулатуры» (Livre de tablature)